# Якушовиці
Якушовиці (пол. Jakuszowice) — село в Польщі, у гміні Казімежа-Велька Казімерського повіту Свентокшиського воєводства.
Населення — 227 осіб (2011).
У 1975-1998 роках село належало до Келецького воєводства.

## Демографія
Демографічна структура на день 31 березня 2011 року:
|          | Загалом | Допрацездатний вік | Працездатний вік | Постпрацездатний вік |
| -------- | ------- | ------------------ | ---------------- | -------------------- |
| Чоловіки | 104     | 10                 | 80               | 14                   |
| Жінки    | 123     | 23                 | 70               | 30                   |
| Разом    | 227     | 33                 | 150              | 44                   |